# Israel Sesay
Israel Sesay (Freetown, 4 settembre 1990) è un ex calciatore sierraleonese naturalizzato statunitense, di ruolo attaccante.

## Carriera

### Club
Sesay si trasferì con la sua famiglia negli Stati Uniti dalla Sierra Leone nel 2001 all'età di 11 anni, stabilendosi a Gaithersburg, nel Maryland.
Cominciò a giocare per la squadra locale del Bethesda Arsenal.
Nel 2007 si è trasferito ai Los Angeles Galaxy. Ha esordito nella squadra riserve dei Galaxy il 29 agosto contro le riserve del Real Salt Lake (4-2), nel ruolo di centrocampista di fascia destra, realizzando anche un assist.
Ha fatto il suo debutto nella Major League Soccer con la prima squadra il 23 settembre, disputando gli ultimi minuti della partita contro il Chivas USA (0-3). Avendo disputato questa partita è diventato il più giovane giocatore dei Galaxy (e l'8º in assoluto) a giocare una partita di MLS, all'età di 17 anni e 9 giorni, superando il record precedente di Guillermo Gonzalez (17 anni e 168 giorni).

### Nazionale
Sesay ha disputato 14 partite con la nazionale Under-17 statunitense, di cui 10 come titolare, nelle quali ha realizzato 3 assist.